# Expérience (nouvelle)
Pour les articles homonymes, voir Expérience.
Expérience est une micronouvelle humoristique de science-fiction de Fredric Brown.
La nouvelle évoque le thème du savant dépassé par sa découverte (thème de « l'apprenti sorcier »).

## Publications

### Publications aux États-Unis
La nouvelle est parue en anglais sous le titre Experiment dans le numéro 39 de Galaxy Science Fiction en février 1954.

### Publications en France
La nouvelle a été publiée en langue française :
- dans le recueil Lune de miel en Enfer de Fredric Brown (1958) ;
- dans l'anthologie Histoires de voyages dans le temps en 1975 avec une traduction de Jean Sendy.

### Publications dans d'autres pays
La nouvelle a été publiée :
- en néerlandais :
  - sous le titre Experiment (1971)[1] ;
  - sous le titre Experiment (1985)[1] ;
- en italien :
  - sous le titre L'esperimento (1955)[2] ;
  - sous le titre Esperimento (1960)[3] ;
  - sous le titre Esperimento (1983)[4] ;
- en allemand :
  - sous le titre Das Experiment (1958)[5] ;
  - sous le titre Das Experiment (1958)[6] ;
  - sous le titre Das Experiment (1963)[7] ;
  - sous le titre Das Experiment (1981)[8].

## Résumé
Un savant explique à ses collègues qu'il vient de créer une machine permettant d'envoyer dans le temps des petits objets. Il va faire deux démonstrations : envoyer un objet dans le futur, puis envoyer un objet dans le passé.
Il place un cube dans la machine, et l'expédie dans le futur, à cinq minutes de là. Le petit cube disparaît, et réapparaît cinq minutes plus tard. Tout s'est passé comme prévu.
Puis il indique à ses collègues un endroit où un cube doit apparaître et qu'il enverra cinq minutes plus tard dans le passé. Le cube se matérialise ; dans cinq minutes on l'enverra cinq minutes dans le passé.
Un des spectateurs demande ce qu'il se passerait si on décidait, en fin de compte, de ne pas envoyer le cube dans le passé : n'y aurait-il pas un paradoxe ?
La nouvelle se termine sur les phrases suivantes :
« — C'est très intéressant, ce que vous dites là, mon cher confrère, dit le professeur Johnson. Je n'y avais pas songé. C'est une expérience à faire. Je ne placerai donc pas…
Le fonctionnement de la machine n'impliquait aucun paradoxe. Le cube resta en place.

Mais tout le reste de l'univers, professeur, confrères et tout, disparut. »

### Lire la nouvelle
- (en) Lire la nouvelle sur Gutenberg.org (dans le domaine public), il s'agit de la nouvelle intitulée Experiment